# 二ノ国
『二ノ国』（にのくに、「二」は漢数字である）は、レベルファイブが発売したコンピュータRPGのシリーズ。スタジオジブリが制作協力している。音楽は久石譲が担当。ゲームシリーズの世界累計出荷数は2019年時点で290万本に達している。
続編に『二ノ国II レヴァナントキングダム』がある。こちらの説明は別項にて行っている。本項では、『1』の世界を軸として展開されたシリーズと、アニメーション映画について記述する。

## シリーズ一覧

### 二ノ国 漆黒の魔導士
『二ノ国 漆黒の魔導士』（にのくに しっこくのまどうし）は、2010年12月9日に発売されたニンテンドーDS用ゲームソフト。日本国内向けのみの発売だった。
このゲームでは、ソフトに同梱されている本（魔法指南書「マジックマスター」）に描かれている『ルーン』と呼ばれる紋章を、DSのタッチペンで描くことで様々な力を発揮する。

#### ストーリー
ホットロイトに暮らす元気で素直な少年オリバーは親友のマークが作った自動車の試運転で事故にあい、川に落ちてしまう。オリバーの母アリーは息子を助けるため川に飛び込みオリバーを救助するが、その影響で以前から患っていた心臓が発作を起こして帰らぬ人となる。
悲しみに暮れるオリバーだが、その涙がアリーが作った人形に触れると、突然人形が動き出した。人形の正体は涙の妖精シズク。シズクは現実世界（『一ノ国』）とは異なる並行世界二ノ国からやってきたのだという。一ノ国と二ノ国はそこに暮らすものの魂が繋がる表裏一体の世界だった。
二ノ国はジャボーという闇の魔導士に支配され、人々はジャボーに魂を抜かれたヌケガラビトにされつつあった。シズクはオリバーこそが救世主になり得る存在だと見込んで、オリバーに二ノ国を救ってほしいと頼む。それどころではないと拒否するオリバーだが、アリーは囚われの賢者アリシアと同じ魂を持っており、シズクは「アリシアを助けることが出来ればアリーが助かるかもしれない」と語る。母を助けるためオリバーは二ノ国へ旅立つことを決意。だが、既にジャボーは予言の少年オリバーに狙いをつけていた。

#### マジックマスター
DS版のパッケージには「マジックマスター」と呼ばれる本（B6サイズ,352ページ,約500グラム）が同梱されている。この本にはストーリーの進行に必要な図形（本作中では"ルーン"と呼ばれる）などが記載されており、プレイヤーはストーリーの進行に応じてタッチパネルにルーンを描く必要がある。本書に描かれているルーンがないとストーリーの進行は不可能である。そのため、プレイヤーは常に本書を携帯していなければならない。

### 二ノ国 ホットロイトストーリーズ
『二ノ国 ホットロイトストーリーズ』（にのくに ほっとろいとすとーりーず）は、レベルファイブの携帯電話向けゲームポータルサイト・ROIDにおいて配信されているiアプリ。章ごとの課金で各章525円（税込）。
オリバーの故郷である車産業の町ホットロイトを舞台とした、本編の前日譚にあたる2Dドット形式のファンタジーRPG。
2010年12月9日に「第1章〜オリバーとマーク」が配信開始された。

### 二ノ国 白き聖灰の女王
『二ノ国 白き聖灰の女王』（にのくに しろきせいはいのじょおう）は、2011年11月17日に発売されたPlayStation 3用ゲームソフト。2019年9月20日には『二ノ国 白き聖灰の女王 for Nintendo Switch』、『二ノ国 白き聖灰の女王 REMASTERED』（PlayStation 4・Steam）が発売された。
その3年後の東京ゲームショウ2022にて『二ノ国 白き聖灰の女王 REMASTERED』がXbox向けに発表され、同日にXbox One、Xbox Series X/Sに発売された。これにより二ノ国シリーズ、さらにレベルファイブ社で初めてのXbox参入となった。
『漆黒の魔導師』と同一ストーリーのフルリメイク版であり、日本国外ではこれが一作目にあたる。

#### 変更点
ジブリのアニメーションを（ムービーではなく）リアルタイム処理で再現することを目指していた。DS版で同梱されていたマジックマスターはゲーム内のメニューから閲覧することが出来る（ページがところどころ抜けており、ストーリーを進行させることで追加されていく）。このため、DS版の本では存在が伏されている関係上載せられなかったボスイマージェンのページが追加された一方、一般イマージェンの一部が新イマージェンと入れ替えられ記述が削除された。また、タッチペンでルーン文字を直接書くことで使用していた魔法は、覚えた魔法の一覧から選ぶ形式に変更された。

#### 追加点
新たなキャラクターが追加されている。2012年7月19日には、イージーモードの実装、ダウンロードコンテンツの全解禁、『二ノ国大冒険モンスターズ』で最初に入手できる3体のイマージェンの登場など新要素を追加し、価格を3890円に値下げした『二ノ国 白き聖灰の女王 オールインワン・エディション』が発売された。『二ノ国 白き聖灰の女王』を持っている場合は、オンラインアップデートを行うことにより、オールインワン・エディション版と同じ仕様にすることが出来る。『for Nintendo Switch』や『REMASTERED』はオールインワン・エディション版をベースにしており、特に『REMASTERED』はテクスチャに手が加えられているほか、4Kグラフィックに対応している。

### 二ノ国 大冒険モンスターズ
2012年5月10日からGREEよりソーシャルゲームが提供されていた。スマートフォンとフィーチャーフォンでの同時リリース。
2012年9月28日にサービスを終了した。

### 二ノ国：Cross Worlds
2021年6月10日からApp StoreとGoogle Playにて配信。スマートフォンのみ。

## 登場キャラクター
一ノ国にいる人物は二ノ国にも存在する。/の前が一ノ国での名で後が二ノ国での名。

### 主要人物
オリバーと行動を共にする仲間たち。
オリバー
声 - 多部未華子
本作の主人公。限りなく透き通った心を持つ素直で元気な少年。
魔導書マジックマスターの保有者で魔法使いとしてもイマージェン使いとしても成長していく。母のアリーを持病である心臓発作により亡くしてしまうが、シズクと出会ったことで二ノ国へ旅立つ。二つの世界を行き来してジャボーの企みを暴き解決に導く。
『白き聖灰の女王』においては、灰の女王レイナスと世界管理評議会エルダードゥークによる二ノ国滅亡計画を阻止するため、二回世界を救うこととなる。
母子家庭で育ち、父親のことについては作中での描写は全くない。
シズク
声 - 古田新太
二ノ国の涙の大妖精。ドートン森出身。
特徴は大きな鼻と鼻先についたランプ。大袈裟で勿体付けた物言いが特徴だが顔は広く知られており、故郷である『ドートン森』では慕われている。
かつてアリシアに従いジャボーに刃向かったため魔法で人形の姿に変えられてしまった。アリーを喪ったオリバーの涙に触れたことで呪いが解かれた。オリバーの透き通った心を見出し、彼を二ノ国へと導く。
一ノ国ではアリーが手作りし、オリバーにプレゼントした人形だった。
戦闘には加わらない(正確には途中で離脱)が様々な方法でオリバーを援護する。また人の心の状態が見えるためヌケガラビトの解決には不可欠な存在。
『漆黒の魔導士』ではジャイロおよびブロッケン加入前まで戦闘キャラとして使用可能。防御力を上げるバッファーとして扱える。
『白き聖灰の女王』では、ソウルを投げたり、味方の平均点HPが少なくなると、全体回復+防御力アップ付与スキルである『ティアウォール』を戦闘中一度だけ発動する。
シェリー / マル
声 - 長澤まさみ
本作のヒロイン。マークの隣家に住む病弱な女の子。金髪のロングヘアと青い瞳が特徴。
オリバーとマークを気に掛け、こっそり盗み見していたせいで口さがないマークから「窓女」（まどおんな）と嫌われる。喘息のような症状を持ち、外出出来ないと悩んでいたが本当の原因はクロードがヌケガラビトになってしまったために荒んだ家庭環境による心因的なものだった。クロードがオリバーの手で元に戻ったことで本来の自分を取り戻し、レイラの店で働くことになる。
二ノ国ではオリバーがババナシアで出会った少女のマル。賢者ソロンの娘で呪歌とイマージェンを使う。容姿はシェリーとそっくりだが髪型は編み込んだポニーテール。歌うことが好きで元気な女の子。ジャボーの仕業により、ヌケガラビトとなっていたがオリバーに救われる。仙人から託された『精霊のハープ』の力によりイマージェンを仲間に加える重要な役割を持つ。
ジャイロ
声 - 大泉洋
港町ビッキーニを騒がせていた元泥棒。冴えない風貌の中年男性。
華奢な体つきをしており、基本的に面倒臭がりで煩わしいことは好まない、絶望的な状況になると諦めようとするなど、オリバー達とは違いややリアリストである面も見られる。物欲があるわけではなくナイトメアにより増幅された盗癖のせいで盗みを繰り返していた。彼の武器である『ピッキングガン』を用いることで遠くの宝箱を開けることが出来る。自身の気がかりを確かめるためオリバーからある物を盗んだことで仲間となる。彼もイマージェン使い。
本来はボーグ帝国の出身で、第一王子「ロデック」であった。だが、魔力を持たないため賢者を受け継ぐ資質に恵まれず後継候補から外され、次期皇帝に選ばれた弟のラースを鍛える。父とは根深い確執を抱え、事ある毎に口論を繰り広げていたが過去世界で父である先代皇帝の真意を知り、オリバーと共に父の敵でもあるジャボーを討つ覚悟を決める。
ひとつながりの笛製作技術の後継者でもあり、『白き聖灰の女王』ではラースと共にひとつながりの笛を完成させてみせた。
ロデック
声 - 大原崇
武勇に秀でたボーグ帝国の皇子。
父に選ばれなかったが、弟のラースの将来を案じて心身を鍛える。父の死後、失意のうちにボーグ帝国を去り、盗賊ジャイロとなった。

### 協力者
オリバーに力を貸してくれる王や賢者たち。
アリー / アリシア
声 - 黒田知永子（アリー） / 菊地ゆうみ（アリシア）
オリバーの母親。心臓発作で亡くなってしまう。職業は演奏家。不在がちのためオリバーに手作りの人形（シズク）を渡していた。
二ノ国では四賢者のアリシア。シズクと共にジャボーに戦いを挑んだが敗れて囚われの身となったとされる。しかし実はアリーこそアリシアその人であり、幼い頃ジャボーに救われたアリシアは彼を救うためオリバーの前世の魂をその身に宿し、一ノ国で我が子として育てていた。
アリシアの隠していた真実がやがてオリバーを苦しめることになる。
マーク / マグール
声 - 山口勝平
オリバーの1つ年上の親友で大のメカ好き。自動車を自作してしまうほどの腕前。
アリーを死なせてしまったことへの悔恨から『夢』の心を抜き取られた上でナイトメアに取り憑かれてしまうが、オリバーに救われ、和解した。
二ノ国では人語が話せるネズミのマグール。ひねくれた性格でジャボーの手下として働いていたが、マークが救われたのに伴い改心した。『白き聖灰の女王』では、自作のクラフターを作り上げるための資金稼ぎとして細々とした物を店に売っていたが、共有者であるマークの異常の影響を受け、加工途中のひとつながりの笛を盗み出す。
レイラ / カウラ
声 - 渡辺えり
オリバー親子の知人で雑貨屋のおばさん。マークの母親。
二ノ国ではババナシア王国の女王であるカウラ。『がまん』の心を抜き取られてヌケガラビトにされ食欲が止まらなくなっており、まともな口もきけない程食べるのに夢中になっていた。その結果腹囲を中心に巨人のように大きくなってしまい、うまく動けなくなっていた。
オリバー達に救われて極端ではなくなったものの大食いは元かららしく、度々ダイエットに挑むも失敗している。
ブヒーデンことラースのファンでブロマイドを持っており、オリバー達にボーグ帝国にいる賢者のヒントとして乗船許可証とともに託す。
大好物はチーズで共通している。
『白き聖灰の女王』においては、ニャンダール14世と同様、聖灰の影響を受けて巨大な牛と女性を混ぜたような異形の魔物と化し、オリバーたちを襲う。
フランク / ニャンダール14世
声 - 八嶋智人
レイラの店で飼われている太ったトラ猫。専用の耳かきで耳掃除してもらうのが好きで、これが無いと機嫌が悪い。
二ノ国ではゴロネール王国の王であるニャンダール14世。猫人の王で王国を統括している。元は賢王として名高かったが、『やる気』を失くしてゴロゴロしていた。実はヌケガラビトにされかけていたがオリバーに救われた。ジャボーを畏れつつも、旅立つオリバーに力を貸す。
『白き聖灰の女王』では、禁呪である『聖灰』の影響を受け、凶暴かつ巨大なネコの魔物としてオリバー達に襲いかかる。
ブヒーデン
声 - 溝端淳平
民を1000の法で縛り付けるボーグ帝国の皇帝で四賢人の一人。美しいものを「醜い」と言って毛嫌いしている。豚のような鎧を付けているが、その正体は真っ青な髪と美しい容姿を持った青年。ジャイロの実弟で本名は「ラース」。
ジャボーに敗れてヌケガラビトにされ『信じる』心を喪失。自分の容貌が醜いと思い込み、常時鎧で顔を隠していても目立たぬよう、国民全員に外出時は鎧を着るよう義務付けていた。オリバー達の働きで本来の姿を取り戻し、打倒ジャボーに協力する。
『白き聖灰の女王』ではパーティに加わり、賢者としての力を発揮する。
ラース
声 - 津村まこと
気弱なボーグ帝国の第二皇子。
父親から後継者に指名されたが、自身が力をつければいずれ兄のロデックが自分の前からいなくなると恐れ才能を発揮出来なかった。突然の父の死とロデックの出奔で孤独に苛まれたことがジャボーにつけ込まれる原因となる。
サザラ
声 - 北西純子
天空に浮かぶ都市・ヘイブンの巫女で四賢者の一人。
ヘブルチに命じて伝説の魔法の杖グラディオンを入手、ジャボーに挑むがグラディオンが不完全だったため敗北。
『愛』の心を抜き取られてヌケガラビトにされていた。
オリバーに救われた後、本来グラディオンに嵌め込まれていた三つの魔石の奪還をオリバーに託す。
『白き聖灰の女王』ではヘイブンが陥落し、ヌケガラビトにされた上でジャボーに使役されており、レカの村で彼に代わって村人をヌケガラビトにしていた。
クロード / ソロン
声 - 三宅健太
ホットロイトの工場で働いているシェリーの父親。
人が変わったように仕事人間になってしまい家族を苦しめていた。実はソロンの力を封じるためジャボーがヌケガラビトにしたせいであり、さらにはナイトメアを取り憑かせていた。オリバーの働きで家族と和解し自分を取り戻す。
二ノ国ではマルの父親で元四賢者の一人であるソロン。マルがヌケガラビトにされてしまった責任を感じてババナ屋に転職し、オリバーへの協力を拒んでいた。だが、マルを救ってくれたことで和解し、打倒ジャボーに協力する。
ブル / ヘブルチ
声 - 小山剛志
豪放磊落な空賊王。飛竜を従えている。
四賢者サザラの忠実な臣下でもあり、サザラには忠誠心以上の強い想いを抱いている。
オリバーに魔導飛行機クラフターによる空中戦を挑み、力を試す。
『白き聖灰の女王』では2つの心のカケラを持っていて、一ノ国では飛竜との主従関係が逆で飼い犬のブルになっている。
ミラント
記憶喪失の幽霊。マジックマスターを持つオリバーに様々な場所で謎かけをして導いていく。
かつて魔導王シャザールを追い詰めた大賢者と同名であるが、本編クリア後に記憶を取り戻すと本人であることが判明。シャザール討滅をオリバーに託すべく、様々な試練を課す。
『白き聖灰の女王』ではシャザールと同一人物。
ココル
声 - 芦田愛菜
『白き聖灰の女王』から登場。
オリバーが困っている時にのみ現れる謎の少女。オリバーにしか見えず、彼女が姿を現した際にはいつの間にか目下の問題が解決していることが多い。
古の木
声 - 麦人
各地を旅し、豊富な知識を持つ老木。
シズクの相談相手。シズクからは「だんな」と慕われている。オリバーにロックストーンとトレビンを渡した。
ロックストーン
通称「ストーン先生」。古の木の相棒的存在で、四角い人面岩。マジックマスターによると魔力石の欠片だという。
ゲームで分からないことはかばんメニューの『おしえてストーン』を選択すれば教えてくれる。ストーリー上ではオリバーに教えられそうな事があると自分の意思で飛び出す、目立ちたがりな面を見せる。

### 敵
二ノ国を守るべくオリバーが戦う相手。
ジャボー
声 - 江原正士 / 井上剛（青年時代）
二ノ国を混乱に陥れた「漆黒の魔導師」と呼ばれる人物。『漆黒の魔導士』のラスボス。
元々はアルテナ帝国の「ナシウス」という名の兵士であったが、侵攻先の町である少女を助けた命令違反により家を焼かれ、絶望から死者の湖へ身を投げ、ジャボーとなった。
『白き聖灰の女王』では、死者の湖に身を投げた後に灰を示すと思われる塵のエフェクトとレイナスの語りがあるため、聖灰によりジャボーとして覚醒したと思われる。
このナシウスがオリバーの前世と魂を共有しており、救われた少女であるアリシアはジャボーを救うためその前世の魂を我が子として育てた。オリバーの限りなく透き通った心はジャボーの黒く染まった心の反転である。
シャザール
声 - 志村知幸
かつて「魔導王」「忘却の神」と呼ばれた人物。
神々によって伝説の大地モーヤに封じられていたが、本編クリア後に復活。神が創った二ノ国を憎み、滅ぼそうとする。
マジックマスターによると、その昔己の魔力に奢って神になろうとし、神が課した試練に失敗するも温情でその列に加えられた男らしい。
この時の失敗の罰として奪われた眼が、二ノ国の海を荒しまわる暴風の中心「ドクロ目」となっている事が語られている。
グラディオンの元の持ち主でもあり、これを使って大災害を起こし7日で世界を制圧したという。封印される前にグラディオン本体と三つの魔石を分かち、三人の従者にそれぞれ魔石を託している。
『白き聖灰の女王』ではレイナスの父親にして亡国モーヤの王。三従者の立場も変更されている。
レイナス
声 - 比嘉愛未
『白き聖灰の女王』から登場。
オリバーを見つめる、仮面を被った謎の女王。PS3版の黒幕。
かつて深い絶望に呑み込まれ、孤独の果てに世界を終わらせ創り変えるという思想に取り憑かれる。
オムス
声 - 落合弘治
『白き聖灰の女王』から登場。
常にレイナスのそばに侍っている喋るオウム。
実はレイナスの記憶から生まれたイマジナリーフレンドのような存在であり、過去に存在した本物のオムスはただのオウムである。
エルダードゥーク
声 - 高橋研二ほか
『白き聖灰の女王』から登場。
「12人の評議会」とも呼称される。レイナスを女王と仰ぎ共に世界を監視する、強大な魔導師の集まり。シャザールもこの中に紛れ込み娘を見守っている。
レイナスの終末思想に全面的に賛同しており、オリバーやジャボーを含む人間達を見下した言動が目立つ。
彼ら(シャザール除く)もまたレイナスの記憶から具現化した存在であり、シャザールの死後、モーヤの国政を私物化して悪政を敷いた評議会員がモデルとなっている。

### その他
先代ブヒーデン
声 - 田中正彦
ボーグ皇帝にして賢者。ロデックとラースの父親。
皇位継承には賢者としての才覚が必要であるため、ラースを後継者に選ぶ。ロデックはラースを誠心誠意鍛えるが、兄を慮るラースの成長を妨げていたことでロデックに冷たい態度をとっていた。過去世界でジャボーの襲撃を受け、ジャイロを成長したロデックと見抜き真意を語った後、絶命した。
ゼルガス
声 - 宮内敦士
港町ビッキーニに停泊する船の船長。
この船はカウラ女王からの出航許可を得ると、マップ上の海の移動に使えるようになる。
レイシル
声 - 赤池裕美子
クロードの妻でシェリーの母親。
すっかり人が変わり、短気で粗暴になったクロードに変わらぬ愛情を注いでいる。
クラン
声 - 多田野曜平
カウラのお世話役。カウラに献上するチーズを探すために数々の危険をかいくぐりながら世界中を巡ったほど我慢強い。
オカン
声 - 片岡富枝
『白き聖灰の女王』から登場。
オオキニ島に住む巨大な生物。全ての妖精達の母親でシズクにとっても母。笑いには厳しい。体内は幼稚園になっている。
ニコ
声 - 平井善之（アメリカザリガニ）
『白き聖灰の女王』から登場。
ホホエミの妖精。常にニコニコしている。
お笑いコンビ「ニコニコプチプチ」のボケ役。
人形になったシズクの耳目として相方のプッチと共に情報収集をしていたが、「笑いの心」を失った「ネタギレビト」になり、本業がままならなくなってしまったため、情報収集を中断していた。
プッチ
声 - 柳原哲也（アメリカザリガニ）
『白き聖灰の女王』から登場。
フキゲンの妖精。常に怒ったような顔をしている。
お笑いコンビ「ニコニコプチプチ」のツッコミ役。

## 用語
二ノ国
物語の主要舞台である、もう一つの世界（パラレルワールド）。
一ノ国とこの世界の人間の魂は姿を変えながらも共有されている。また、モンスターが多数生息している。
一ノ国
現代もしくは近代の地球、いわゆる現実世界のこと。
ホットロイト
オリバーの故郷。
車産業が盛んで、街に様々な工場がある。
心のカケラ
心の様々な性質を象徴するカケラ。やる気、信じる、やさしさ、勇気、がまん、自信、愛、夢の8種類がある。『ハートピース』の魔法で住民から取り出せる。
これを抜き取られるとヌケガラビトになってしまうが、旺盛な人物から多少取る(例えば蛮勇の人物から勇気のカケラを取り出す)程度なら悪影響はなく、ハートピースを受けた者はむしろ温かい気持ちになるらしい。
ヌケガラビト
心のカケラを奪われ、廃人のようになってしまった人を表す。単に性格が変わっただけに見える者から、全く外界への反応を示さなくなる者まで程度は様々。
『ハートキュア』の魔法で欠落した心のカケラを補填すると正気に戻れる。
ナイトメア
ヌケガラビトの状態が悪化することで生まれる、心の隙間に住み着く怪物。
イマージェン
人の心から生み出される心の戦士。命令もテレパシーのように心の中で伝えられる。
ルーン
様々な力を持った紋章。
それを杖で描くことでその力を発揮する。
マジックマスター
ルーンの描き方などが書かれた魔法指南書。
また、魔物図鑑や二ノ国の世界の地図なども登載されている。
合成なべ
複数のアイテムを合成させるために必要ななべ。
なべの中には『なべ魔人』という魔人がいる。
トレビン
心のカケラを入れるビン。
『ハートピース』の魔法でカケラを入れられる。レーダーが内蔵されており、街での上画面のマップの人物マークが光っている場合はカケラを提供してくれる人物である。

## スタッフ
- 企画・制作 - レベルファイブ
- 企画・シナリオ・総監督 - 日野晃博
- アニメーション作画 - スタジオジブリ
- アニメーション監督 - 百瀬義行
- 音楽 - 久石譲
- 管弦楽 - 東京フィルハーモニー交響楽団
- エンディングテーマ - 「心のかけら」
  - 作詞 - 鈴木麻美子 / 作曲 - 久石譲 / ボーカル - 麻衣

## アニメーション映画
映画は2019年8月23日より全国ロードショーされた。キャッチコピーは「命を選べ。」。
製作総指揮・原案・脚本は「妖怪ウォッチ」など数多くのヒット作を生みだしたゲーム界のトップクリエイターで、原作ゲームを手掛けた会社レベルファイブの代表取締役社長の日野晃博、監督はスタジオジブリやスタジオポノックなどで数々のアニメーションを手掛けた百瀬義行、音楽はスタジオジブリ作品を手掛けてきた久石譲が担当した。またゲーム『二ノ国 漆黒の魔導士』および『二ノ国 白き聖灰の女王』ではスタジオジブリがアニメーション作画を担当していたが、2014年にジブリの制作部門が解体されたため、2018年の『二ノ国II レヴァナントキングダム』には関わっておらず、本作にも参加していない。しかし、多くのジブリ作品に携わってきた百瀬と久石は一貫してシリーズに関わっている。監督の百瀬はゲームでもアニメーション監督やキャラクターデザイナーを務めており、久石も同様にゲームの音楽を担当していた。
本作は原作ゲームを基にしたファンタジーアニメであり、3人の高校生たちが現実と隣り合わせなのに全く違うもう一つの世界「二ノ国」と現実世界（一ノ国）を行き来する物語。
クロスメディア戦略を得意とするレベルファイブの作品は、基本的に世界の設定が最初にあり、その同じ設定でゲームだけでなくTVシリーズや映画も作れるようにしているが、本作ではすべての設定が映画を作るために新たに用意されたものである。「一ノ国と二ノ国という2つの世界が存在し、それぞれの世界に対となる人物がいる」というコンセプトはゲームと同じだが、ストーリーもキャラクターもまったく新しいものを作り上げ、映画を新しい映像作品としてゲームのファンだけでなく誰にでも楽しんでもらえるように制作された。また、それまでのゲームシリーズとの大きな違いとして、キャラクターの年齢設定を引き上げたことと主人公たちが一ノ国では現代日本に住む日本人という設定になっていることが挙げられる。ラブストーリーにするなど映画としてアプローチしやすくするためと、海外に日本の文化を伝えて日本に興味を持ってもらうためである。
原案・脚本の日野は、彼の中では物語の舞台は『二ノ国II レヴァナントキングダム』で主人公のエバンが築いた王国、エスタバニアの数百年後であるとしている。
LINE LIVEとのコラボ企画として、声優オーディションが開催された。
2019年8月27日に講談社KK文庫からノベライズ、2020年1月8日にワーナー・ブラザース ホームエンターテイメントからDVDとBlu-rayが発売された。

### あらすじ
秀才だが車椅子のユウ、バスケ部の主将で人気者のハル、ハルの彼女のコトナの3人は仲の良い幼馴染。しかし、ユウは密かにコトナに想いを寄せていた。ある日、コトナが付きまとっていた男に腹部を刺されてしまう。動揺したハルはコトナを抱きかかえて車道に飛び出し、トラックに轢かれそうになる。車椅子で追いかけてきたユウが二人を助けようとハルを突き飛ばすが、気付くと二人は見知らぬ異世界にいた。そこは現実世界と並行して存在する魔法世界「二ノ国」だった。そしてユウは異変に気付く。この世界では立って歩くことが出来たのだ。ユウとハルはコトナにそっくりなエスタバニア王国の王女アーシャを見つけ、二ノ国には「命がつながっているもう一人の自分がいて、どちらかの命を救えば反対にもう一方が死ぬ」という秘密を知る。現実と二ノ国の2人のコトナに命の危険が同時に迫る中、ユウとハルは究極の選択を迫られる。

### 登場キャラクター
ユウ
声 - 山﨑賢人
本作の主人公。高校にて成績優秀な秀才である少年。一ノ国では、足が不自由であるため車椅子が彼の移動手段となっている。なぜ障害者となったのかの理由は語られていない。コトナに想いを寄せているが自分自身の身の上を気にして言い出せず、ハルに対しても劣等感を抱いている。
二ノ国に転移すると、不自由であった脚が自由に動くようになり、車椅子無しでの移動が可能になった。剣を振り回して戦ったりするなど、戦闘も可能になっている。かつて子供の頃に病院に入院していた際に知り合った老人から二ノ国について断片的ではあるが聞かされていた為、転移した際に比較的混乱することなく事態を分析することが出来た。
ハル
声 - 新田真剣佑
ユウの親友である少年。一ノ国では、ユウやコトナと同じ高校にて男子バスケットボール部の主将として活動している。コトナとは両思いの恋人関係にあり、ユウとは対照的にアクティブな性格の持ち主である。
コトナとアーシャの命に関する対立では、ユウと対立しコトナを救うためなら他人を顧みずその気持ちをエスタバニアを襲う敵に利用され、『アーシャを討つ』とも宣言している。そもそもアーシャに掛かっていた呪いを解いたのはユウだったので、アーシャはコトナに似た女の子程度の認識しかなく、ユウのような想い入れも希薄だった。ユウに「頭を使って欲しい」と言われるように直情的な性格であり、二ノ国に来ても「夢だよ」と眼前の事象やユウとの共通の記憶を否定し続けるなど柔軟性に欠ける。それ故に親友のユウがコトナに想いをずっと寄せていることも全く気が付けていなかった。
コトナ / アーシャ
声 - 永野芽郁
本作のヒロイン。ユウとハルの幼馴染である少女。一ノ国では、ユウやハルと同じ高校にて、ラクロス部に所属している。ハルと両思いの恋人関係にあり、友人であるユウには片想いをされている。
二ノ国では、エスタバニア王国の王女であるアーシャが魂を共有している。コトナとは対照的に髪が長く、メイクも施されている。
サキ / ヴェルサ
声 - 坂本真綾
一ノ国では、ユウやハルにとって頼りになる花屋のお姉さん・サキとして生活している。二ノ国では、エスタバニア王国においてアーシャの近衛騎士を務めるヴェルサが彼女と魂を共有している。
フランダー王
声 - 伊武雅刀
エスタバニア王国の国王で、アーシャの父でもある。赤く長いマントや堂々とした大柄な体躯、白い髪や髭が特徴的な壮年の男性である。
ヨキ
声 - 宮野真守
エスタバニア王国にて魔法宰相を務める男性。紫がかったピンク色のうねった髪と切れ長の目、丸眼鏡や紫を基調とした服が特徴である。
バルトン
声 - 山寺宏一
エスタバニア王国の騎士団長で、王国一の剣の腕を誇る男。フランダー王などにも負けず劣らずの体格を持っており、ユウを取り押さえるほどの腕力も見せている。
ダンパ
声 - 梶裕貴
アーシャのお世話係を務めている妖精族。
ガバラス
声 - 津田健次郎
反エスタバニア勢力の一つである｢黒旗軍｣の最高指導者。黒いマントや暗色の衣装に身を包んでおり、金属製で顔が半分以上隠れる兜を装着おり、そこから隠れていない部分の肌から、緑色の肌を持っている。
お爺さん
声 - ムロツヨシ
幼少期のユウと同じ病院に入院しており、当時のユウを元気づけていた老人。二ノ国の事を知っている。
その他
声 - 水瀬遥、せりしゅん

### スタッフ
- 原作：レベルファイブ
- 製作総指揮・原案・脚本：日野晃博
- 監督：百瀬義行
- 音楽：久石譲
- 主題歌：須田景凪「MOIL」（WARNER MUSIC JAPAN / unBORDE）[19]
- エグゼクティブプロデューサー：小岩井宏悦
- プロデューサー：小板橋司
- アニメーションプロデューサー：加藤浩幸
- キャラクターデザイン：西谷泰史
- 助監督・演出：森田宏幸
- 演出：大和田淳、松永昌弘、室谷靖、高橋ナオヒト、中田誠
- 美術監督：志和史織
- 色彩設計：谷本千絵
- 撮影監督：鯨井亮
- 音響監督：久保宗一郎
- 編集：野川仁
- アニメーション制作：オー・エル・エム
- 配給：ワーナー・ブラザース映画
- 製作：映画「二ノ国」製作委員会（レベルファイブ、ワーナー・ブラザース映画、オー・エル・エム、バンダイ、講談社、イオンエンターテイメント、電通、ムービック、Netmarble Corp.、KDDI、LINE、ひかりTV、バンダイナムコアミューズメント）

### 制作
日野晃博はオリジナルであるゲーム『二ノ国』の制作中から映画化を目指していたという。ワーナー・ブラザース ジャパンの小岩井宏悦エグゼクティブプロデューサーも、2009年1月から企画に参加している。
日野が最初に書き上げた脚本は、ワーナー・ブラザースの監修も通ったものだった。現実世界のリアルさが色濃く出ることで物語が安っぽくなることを嫌い、ファンタジー世界を中心としたストーリーとなっていたが、その脚本を読んだ久石譲に「2つの世界を行ったり来たりするのが『二ノ国』なのにこれでいいのか」と指摘され、日野はいつの間にか好き勝手に物を作っている自分がいたことに気づいたという。当初は一ノ国の舞台をアメリカにしていたが、そのままではアメリカの現実世界の文化が入ってくるのでアメリカ向けの作品になるが、二ノ国の無国籍のファンタジー世界だけを舞台に作れば、世界全域に映画を展開できると考えてのことだという。しかし、そのようなことを考えるあまり、『二ノ国』の企画の本質的な面白さを忘れかけていたことに気付き、脚本を最初から書き直した。そして、舞台をアメリカではなく日本に変えた。どうせやるなら日本でヒットさせるためにもそうした方が良いと割り切ったからである。